# Distruggete Los Angeles!
Distruggete Los Angeles! (Scorcher) è un film del 2002 diretto da James Seale.
È un film catastrofico statunitense con Mark Dacascos, John Rhys-Davies e Tamara Davies. È incentrato su un gruppo di scienziati che scoprono, dopo un disastroso incidente nucleare, delle placche tettoniche che si stanno spostando e stanno creando una pressione immensa che distruggerà la Terra in una eruzione globale.

## Trama
Nonostante le ingenti misure di sicurezza, in una centrale nucleare accade l'irreparabile con conseguenze apocalittiche: incontrollati movimenti tellurici e vulcanici stanno devastando la California del Sud.
Lo scienziato Matthew Sallin (John Rhys-Davies) e sua figlia Julie (Tamara Davies) calcolano che la Terra rischia di divenire un pianeta in fiamme se non si cercherà di bloccare il processo di devastazione. Per evitare il pericolo per l'intero pianeta, bisogna evacuare Los Angeles e far esplodere una bomba atomica sotterranea in modo da provocare una reazione eguale e contraria.
Il presidente degli Stati Uniti Nelson (Rutger Hauer) si ritrova a dover prendere una gravissima decisione e la missione viene affidata a un gruppo di esperti guidato dal colonnello Ryan Beckett (Mark Dacascos).

## Produzione
Il film, diretto da James Seale su una sceneggiatura di Graham Winter, Rebecca Morrison e Steve Latshaw, fu prodotto da Don Dunn, Lisa M. Hansen e Paul Hertzberg per la Cinetel Films. La scena di una eruzione vulcanica è ripresa da spezzoni di Dante's Peak - La furia della montagna.

## Distribuzione
Il film fu distribuito negli Stati Uniti dal febbraio 2002 (American Film Market) dalla Cinetel Films e per l'home video dalla Buena Vista Home Video con il titolo Scorcher.
Alcune delle uscite internazionali sono state:
- in Germania il 19 settembre 2002 (Scorcher - Die Erde brennt, in DVD),
- negli Stati Uniti il 4 ottobre 2002 (in prima TV)
- in Giappone il 25 ottobre 2002 (in anteprima)
- in Polonia il 4 agosto 2003 (in DVD)
- in Finlandia il 9 dicembre 2003 (in DVD)
- in Norvegia il 17 dicembre 2003 (in DVD)
- nei Paesi Bassi il 19 aprile 2005 (in DVD)
- in Argentina il 19 gennaio 2006 (in anteprima)
- in Francia il 23 agosto 2007 (Impact imminent, in DVD)
- in Ungheria il 24 luglio 2008 (Tűzkitörés, in prima TV)
- in Brasile (Impacto Fulminante)
- in Svezia (Katastroflarm Los Angeles)
- in Grecia (Pangosmia apeili)
- in Spagna (Punto cero: Los Angeles)
- in Italia (Distruggete Los Angeles!)

## Promozione
La tagline è: "Earth is in peril...".

## Critica
Secondo MYmovies "nel filone del cinema catastrofico è sempre più facile imbattersi in film che ripetono lo stesso schema collocandolo in situazioni diverse. Non è il caso di questo Distruggete Los Angeles! nel quale la vicenda principale viene accompagnata da una serie di vicende legate ai singoli personaggi che la rendono più interessante".